# NGC 3719
NGC 3719 este o radiogalaxie situată în constelația Leul. A fost descoperită în 15 martie 1866 de către Heinrich Louis d'Arrest. Se află la o distanță de 103,75 megaparseci de Pământ.